# Брауэр, Дитрих
Ди́трих Бори́сович Бра́уэр (нем. Dietrich Brauer, род. 3 января 1983, Владивосток, РСФСР, СССР) — архиепископ Евангелическо-лютеранской церкви в России в 2014—2022 годах.

## Биография
Родился во Владивостоке 3 января 1983 года в семье российских немцев. Отец работал инженером, мать — учительницей музыки. Родители были агностиками.
Среднее образование получил в Москве. Также окончил музыкальную школу.
После школы занимался изучением юриспруденции. В 2001—2005 года обучался в Теологической семинарии Евангелическо-лютеранской церкви в Новосаратовке (Ленинградская область).
В 2005—2010 годах — пастор в Гусевском регионе (Гумбиннен) Калининградского пробства.
В марте 2010 года архиепископ ЕЛЦ Август Крузе назначил Дитриха Брауэра епископским визитатором Евангелическо-Лютеранской Церкви Европейской части России (ЕЛЦ ЕР).
11 марта 2011 года на заседании XVIII Синода ЕЛЦ ЕР в подмосковном городе Пушкино подавляющим большинством голосов Дитрих Брауэр был избран епископом. Рукоположение состоялось на следующий день 12 марта 2011 года в Кафедральном соборе святых апостолов Петра и Павла в Москве. Рукоположение провёл архиепископ Август Крузе при участии епископа-эмерита Зигфрида Шпрингера, а также президента Генерального Синода ЕЛЦ и пробста Владимира Проворова.
В 2012 году на Генеральном синоде Евангелическо-лютеранской церкви был избран исполняющим обязанности архиепископа.
18 сентября 2014 года на Генеральном синоде Брауэр был избран архиепископом Евангелическо-лютеранской церкви в России.
В мае 2015 года стал членом Совета по взаимодействию с религиозными объединениями при президенте Российской Федерации.
После начала вторжения России на Украину покинул территорию РФ. Подал в отставку 1 июня 2022 года. Отставка была признана Генеральным Синодом 7 июня. На прошедших 8 июня 2022 года выборах был избран новый архиепископ — Владимир Проворов. Дитриху Брауэру был присвоен титул архиепископа-эмеритуса.

## Семья
Дитрих Брауэр женат, имеет троих детей: Артур, Анна, Паулина.

## Награды
- Командорский крест ордена «За заслуги перед Федеративной Республикой Германия» (2020, Германия)[7].